# Cserna János (mezőgazdász)
Udvardy Cserna János (Udvardy Cherna János) (Zámoly, 1795. január 7. – Heves, 1890. október 25.) mezőgazdász, geodéta, a Magyar Tudományos Akadémia levelező tagja, az első magyar népdalgyűjtők egyike.

## Élete
Alsóbb iskoláit szülőfalujában és Pápán, a felsőbbeket Pesten végezte, 1821-ben mérnöki oklevelet nyert. 1821-ben Eszterházy János gróf uradalmi, 1827-ben megyéjében tiszteleti mérnök, 1828-tól Heves megyébe tette át lakását, az egri káptalan és csakhamar báró Orczy László uradalmi s Heves megye tiszteleti mérnöke lett. 1832. március 9-én a Magyar Tudományos Akadémia levelező tagjának választotta, földészeti és kertészeti szenvedélye következtében pedig 1833-ban a frauendorfi kertmívelő társaság tiszteleti tagjának választotta. Utolsó levelét 88 éves korában intézte az Akadémiához, megköszönve az 50 éves tagsága jubileumára írt üdvözlő sorokat, s ekkor tette le az Akadémiában a róla nevezett jubiláris alapítványt.
Kéziratban maradt népdalgyűjteményében 246 dalszöveg található, a dallamaikkal együtt. Főként zenei érdeklődése szerint gyűjtötte a dalokat, előszavának egyes filológiai megállapításai napjainkban is helytállnak. Javasolta, hogy a magyar népdalok mérték („syllabus”) szerint legyenek csoportosítva, ennek ötlete a nemzetközi tudományban csupán két generációval később vetült fel első ízben.
Első cikke a Tudományos Gyűjteményben 1823-ban jelent meg; azóta sok cikket írt a magyar hírlapokba és folyóiratokba, melyeket felsorol Szinnyei Repertóriumának III. kötete, az Akadémiai Névkönyv és Almanach (1839., 1841-42., 1866.) és Petrik Bibliographiája.

## Munkái
- Gazdasági földmérő, avagy együgyű és világos utmutatás arra, miképpen lehessen kiki a maga földjeinek inzsellérje ... Székesfejérvár, 1825.
- Gazdasági vízmérő, avagy együgyű és világos útmutatás arra, miképpen lehessen kiki a maga határában található vizekre nézve inzsellér ... Uo. 1827. Három rézm.
- Gazdasági regulatiók tüköre a pallérozott mezei gazdaságnak kalauzul, a gazdasági könyveknek kulcsául ... Pest, 1828. (Ezen három munka első magyar munka volt e szakban).
- Pyrker Tunisiása. Németből magyarítva ... Buda, 1839.

### Kéziratban
- Honi harmat. Zsebkönyv a nemzeti pallerozodásról 1827. 8-rét 40 levél. (A m. n. múzeumi kézirattárában
- Eredeti Nemzeti Dalnok’ Gyűjteménye, – Leginkább a’ Pór Ifjúság szájjából, feljegyezgetve Udvardy János által, 1832.